# Долгий XIX век
«До́лгий XIX век» — исторический период с 1789 по 1914 год, выделенный Эриком Хобсбаумом, британским историком-марксистом. Он характеризовался большим чем когда-либо доминированием империй в мире, а также беспрецедентной глобализацией. Началом этого периода является Великая французская революция, а концом — Первая мировая война, в результате которой были ликвидированы Германская, Российская, Австро-Венгерская и Османская империи. Об этом периоде Э. Хобсбаум пишет в книгах «Эпоха революций: Европа 1789—1848», «Эпоха капитала: Европа 1848—1875» и «Век империй: Европа 1875—1914».
Понятие «длинного XIX века» также поддерживал католический историк Джон О’Мэлли. Ги Струмза выводит его от эпохи Просвещения до Первой мировой войны. (Эпоха Просвещения относится к периоду «долгого XVIII века».)
А Юрген Остерхаммель — с 1770-х по 1920-е годы. Дэвид Кеннедайн даже продлевает окончание «долгого XIX века» до годов сразу после Второй мировой войны. Впрочем, согласно известной мысли Хобсбаума: «Для большинства человечества Средневековье кончилось только после Второй мировой».
Остерхаммель, как и Кеннет Померанц, усматривает около 1800 года начало «большой дивергенции», проложившей путь европоцентризму. В то же время Остерхаммель указывает, что в случае Соединенных Штатов период от Гражданской войны до движения за гражданские права (1860—1960-е годы) представляет собой более последовательную единицу времени, чем период 1800—1900 годов, — отмечает проф. Фредерик Купер, — разделительные точки середины века лучше работают для Африки, Индии и Индокитая.
Также Хобсбаум популяризовал понятие «Короткого XX века» (1914—1991). (А Джованни Арриги выпустил европеистскую The Long 20th Century (1994). J. Bradford DeLong называет «долгим двадцатым веком» период с 1870 по 2010 год.)
Началом «длинного» XXI века Андрей Фурсов отмечал 1975 год.
Используют также понятие «долгого восемнадцатого века». Например, у Джона Ландерса в демографической истории Лондона это 1670—1830 гг. А также 16-го века, в Европе (1450-1640 гг.; Бродель:173, Валлерстайн).
И даже 12-го века (с 1060 до 1230), на который пришлось соотв. Возрождение.
Антиковед Ханс Бек использовал понятие короткого четвертого века до н. э. и длинного третьего века до н. э. для древнегреческой истории.
Jon Agar высказывался про «долгие 1960-е годы, период примерно начавшийся в середине 1950-х годов и закончившийся в середине 1970-х годов, [они] считались временем перемен». (Согласно А. Фурсову, «длинные шестидесятые» — это 1958—1973 гг.)
Проф. Я. Г. Риер отмечает, что в современной медиевистике появилось понятие «долгое средневековье», учитывающее медленную эволюцию экономической основы доиндустриальных обществ — сельского хозяйства, а также особого «средневекового» типа сознания и поведения людей — ментальности (это сознание определялось господством христианства, сословных представлений, «эпохой лошади» и зародившись во II—Ill вв., сохранялось даже в Западной Европе до первой половины XIX в.).